# Sušené ovoce

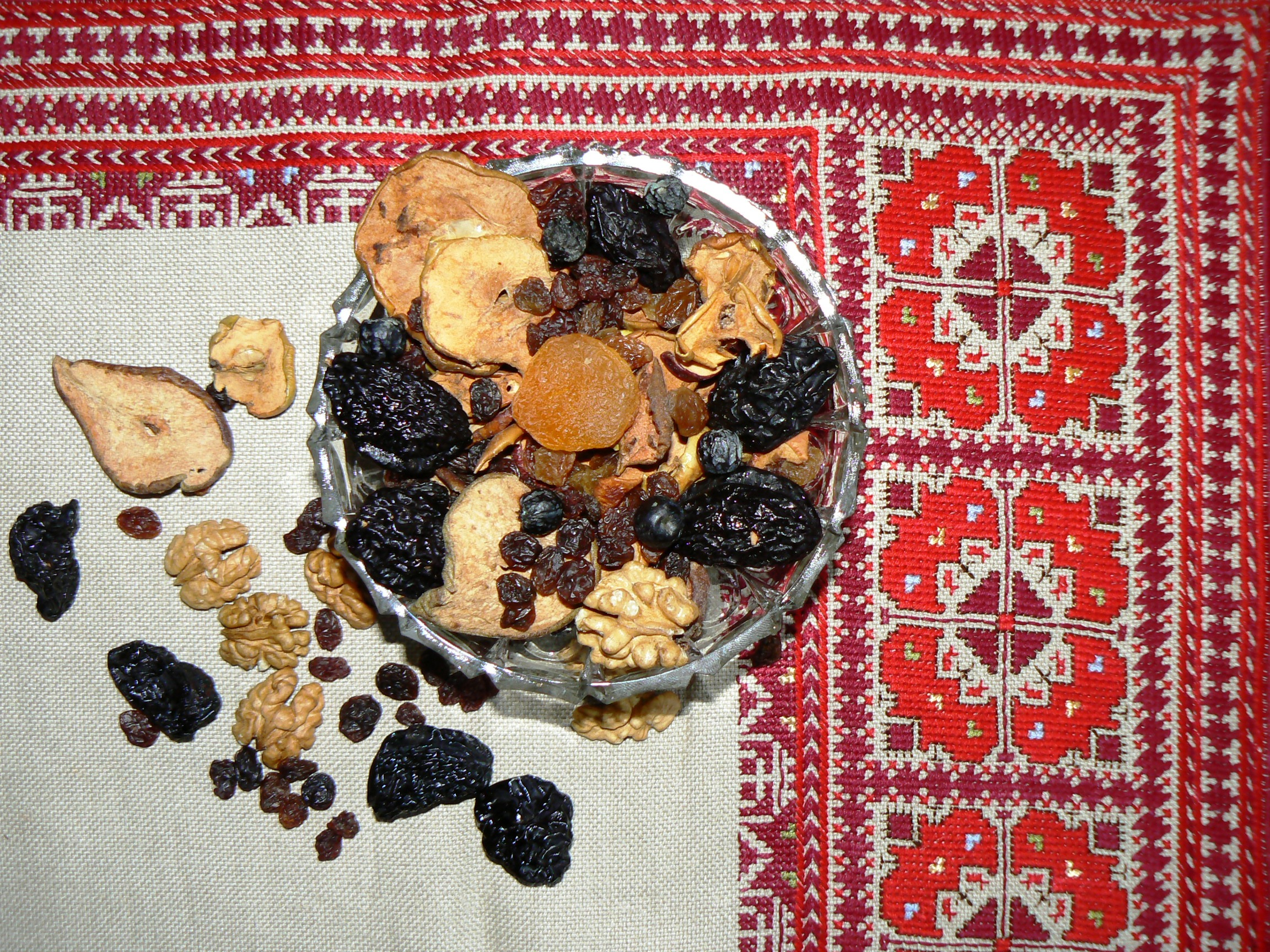
Sušené ovoce a ořechy

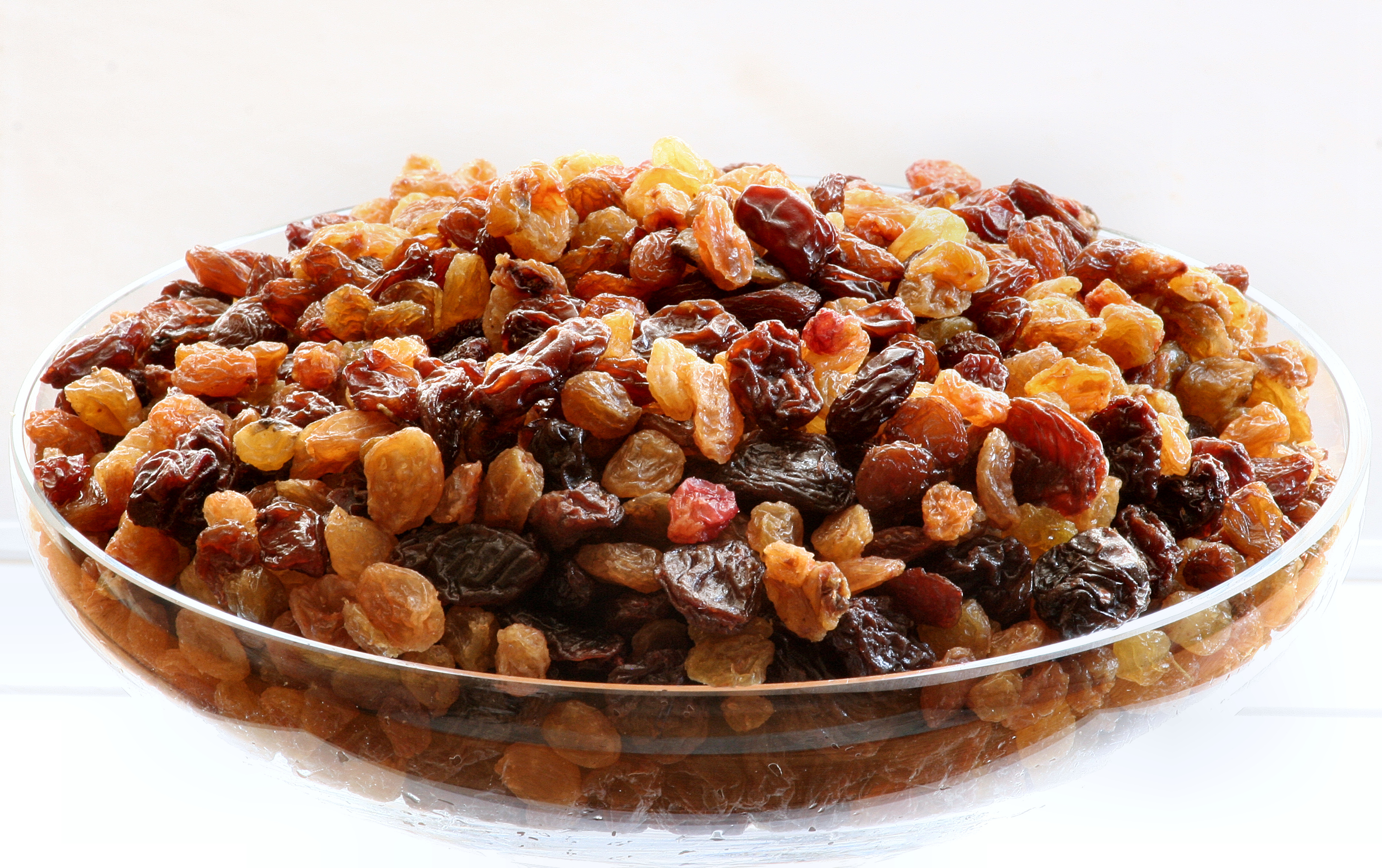
Rozinky jsou typickým příkladem sušeného ovoce

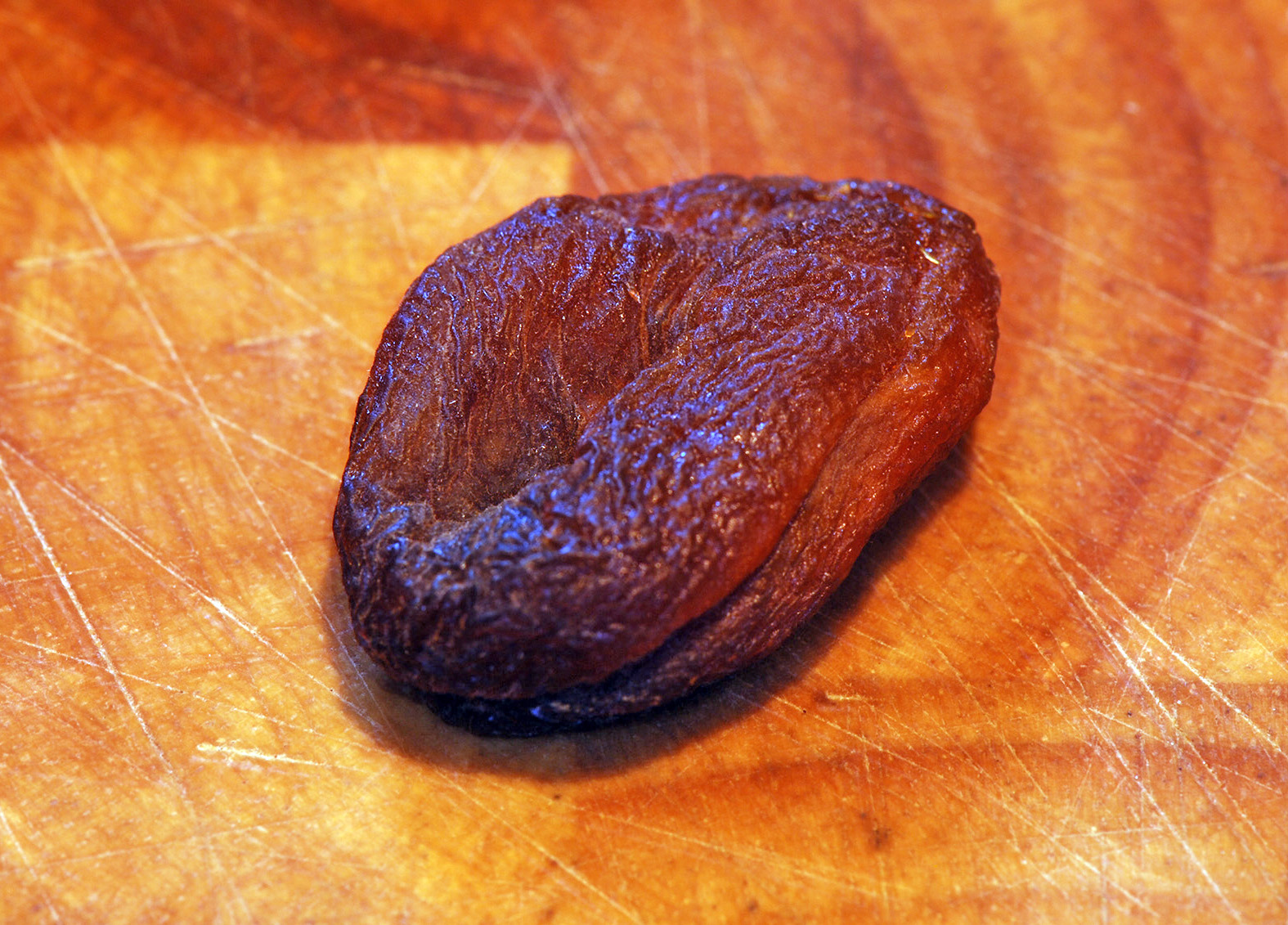
Sušená meruňka

Sušené ovoce (bakálie) je ovoce, které bylo usušeno buď přírodní cestou nebo za použití stroje, jako je např. sušička ovoce. Mezi sušené ovoce patří rozinky, křížaly, švestky, banány, meruňky, fíky, papája, ananas, jahody, rajčata a další.
Sušení ovoce konzervuje, i když není k dispozici lednička, a významně prodlužuje jeho trvanlivost. Když není k dispozici ovoce čerstvé, např. není jeho sezóna, jako alternativa může sloužit ovoce sušené. Často se také přidává do směsí na moučníky a obilninovým směsím připravovaným k snídani.
Stejně jako ovoce čerstvé je i to sušené bohaté na vitamíny (A, B1, B2, B3, B6, kyselinu pantothenovou – vitamín B5) a minerály (vápník, železo, hořčík, fosfor, draslík, sodík, měď, mangan).
Protože při dehydrataci může ovoce přijít až o 7/8 množství obsažené vody, má sušené ovoce také výraznější chuť než ovoce čerstvé. Při sušení zároveň dochází ke ztrátě vitamínu C.
Komerčně upravované sušené ovoce většinou obsahuje oxid siřičitý, který může u citlivých osob vyvolat astma, na trhu však je i sušené ovoce bez oxidu siřičitého.

## Historie
O přesném původu sušeného ovoce nejsou konkrétní historické záznamy. Nejpravděpodobněji bylo poprvé užíváno na Kavkazu, především z Arménie a Persie, kde je sušené ovoce (obzvláště meruňky) součástí kultury.

## Spotřeba
Sušené ovoce se může konzumovat tak jak je – samotné či smíšené, například v obilninových snídaňových směsích jako je müsli – nebo se může znovu nechat nasáknout vodu.